# Limeur TEutche
Limeur TEutche est un groupe de rock festif à influences ska et punk, originaire de Vervant, en Charente-Maritime. 

## Style
Limeur TEutche a des influences très diverses provenant de chacun des membres du groupe : ce rock artisanal puise autant dans la chanson française que dans le ska, le métal ou le rock des années 80 et 90. Les textes participent eux aussi à la renommée festive du groupe par leurs côtés burlesques.

## Histoire du groupe
Initié durant l'été 2000, le groupe, composé au départ de John, Stéphane, Bastien et Nicolas, produit son premier titre Perpendiculaire en février 2001. Les premiers concerts viennent eux dans le courant de l'année 2002. En juin 2003 sort le premier album auto produit du groupe : On explose !!! Leur première participation à un festival se fera en mai 2004 pour celui de Bouger la Place à Surgères. En mars 2005, Limeur TEutche gagne le tremplin du festival atlantique de Royan, puis en juillet celui du festival Les Fous cavés déambulent à Port-d'Envaux. Un troisième tremplin sera remporté en Août 2009 lors du festival Sur un air de barouf (à Pons), avec à la clé un passage sur la grande scène l'année suivante, aux côtés de Burning Heads et Max Romeo.
En mars 2006 sort le deuxième album du groupe Perce sévère. À partir de 2008, les concerts du groupe quittent parfois la Charente-Maritime pour investir le grand Ouest de la France.
Depuis juin 2002, le groupe a produit plus d'une centaine de concerts, essentiellement en Charente-Maritime.
En septembre 2009, le groupe produit son troisième album baptisé On the road Eugène. Bienvenue dans ma ruralité suivra en 2013.

## Membres
- Musiciens (en 2024)
  - Bertrand: guitare ;
  - John : batterie et chant ;
  - Raphaël : basse et chant ;
  - Christophe : guitare

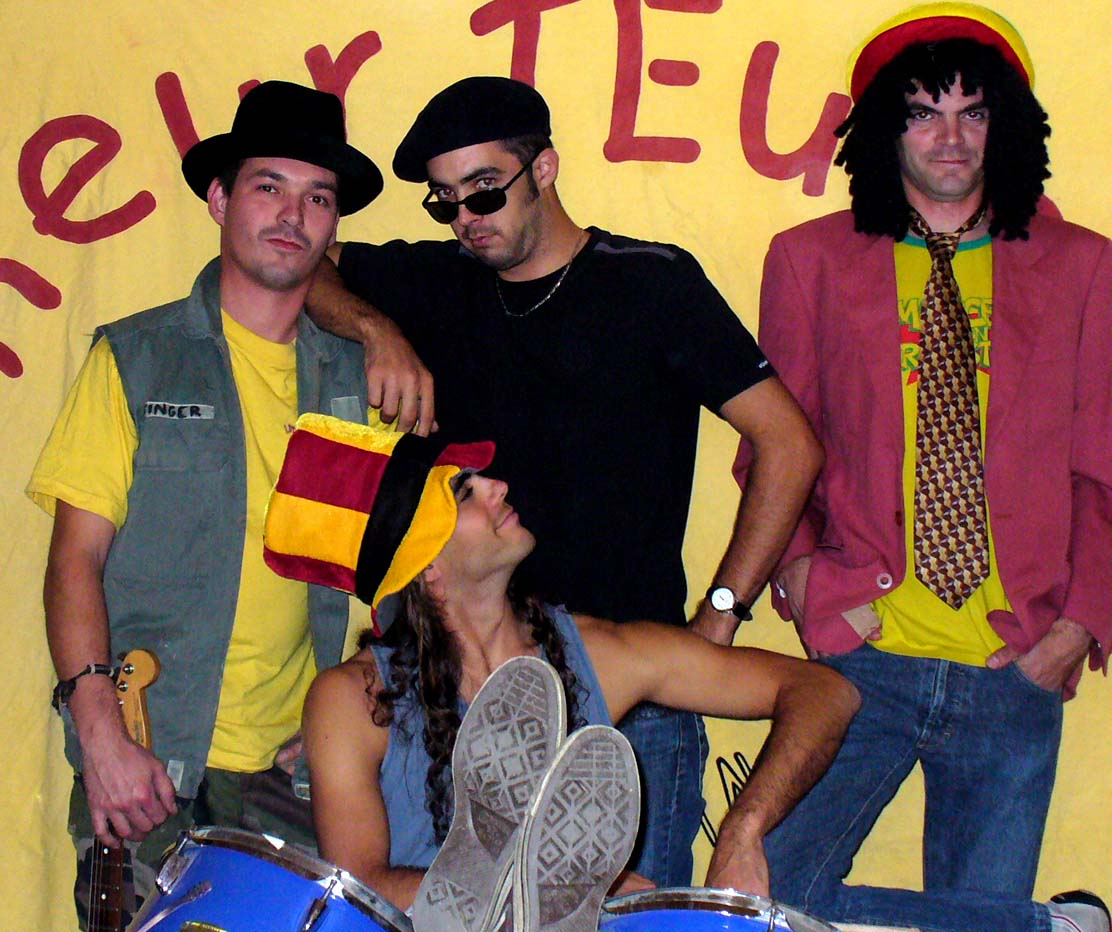
Le groupe Limeur TEutche

  - Bastien : chant, harmonica, ukulélé, mélodica, kazoo...

- Anciens membres
  - David : guitare et chant de 2007 à 2010
  - Jonathan : basse et chant de 2005 à 2007 ;
  - Nicolas : guitare et chant de 2000 à 2007, membre fondateur ;
  - Stéphane : basse de 2000 à 2004, membre fondateur ;
  - Cyprien : guitare de 2004 à 2006.
  - Jonathan: basse et chant de 2006 à 2007
  - Adrien: guitare et chant de 2010 à 2022
  - Alexis: accordéon de 2015 à 2018

- Dans l'ombre
  - David : manager ;
  - Mickaël : technicien son.

| Année | Chant   | Batterie | Guitare 1 | Guitare 2                                      | Guitare 2                                      | Basse                                         | Compos                                         | Compos                                         |
| 2000  | Bastien | Jon      | Coco      |                                                |                                                | Tatane                                        | Perpendiculaire, Ignace...                     | Perpendiculaire, Ignace...                     |
| 2001  | Bastien | Jon      | Coco      | Ah Dada, L’oubli, I want go...                 | Ah Dada, L’oubli, I want go...                 | Tatane                                        |                                                |                                                |
| 2002  | Bastien | Jon      | Coco      | Créole, Abracadabrantesque, Trou de mémoire... | Créole, Abracadabrantesque, Trou de mémoire... | Tatane                                        |                                                |                                                |
| 2003  | Bastien | Jon      | Coco      | Fais gaffe quand même, Bad trip, 3€...         | Fais gaffe quand même, Bad trip, 3€...         | Tatane                                        |                                                |                                                |
| 2004  | Bastien | Jon      | Coco      | Titi                                           | Titi                                           | Raphi                                         | La vraie raison, Binouze blues...              | La vraie raison, Binouze blues...              |
| 2005  | Bastien | Jon      | Coco      | Titi                                           | Titi                                           | Raphi                                         | Clémentine, Viens t’batt’...                   | Clémentine, Viens t’batt’...                   |
| 2006  | Bastien | Jon      | Coco      | Titi                                           | Titi                                           | Kitten                                        | Crevé, Rangé des bitures, A poil les barbus... | Crevé, Rangé des bitures, A poil les barbus... |
| 2007  | Bastien | Jon      | Coco      |                                                |                                                | Kitten                                        | Muchachas, J’voudrais bien...                  | Muchachas, J’voudrais bien...                  |
| 2008  | Bastien | Jon      | Tchoulino | Raphi                                          | Bertrand au parloir, Le sourire de Denisot...  | Bertrand au parloir, Le sourire de Denisot... |                                                |                                                |
| 2009  | Bastien | Jon      | Tchoulino | Raphi                                          | Foutu pour foutu, If I were a bonobo...        | Foutu pour foutu, If I were a bonobo...       |                                                |                                                |
| 2010  | Bastien | Jon      | Tchoulino | Raphi                                          | Adrien                                         | Adrien                                        | Artisanal, Eco+…                               | Artisanal, Eco+…                               |
| 2011  | Bastien | Jon      | Adrien    | Raphi                                          |                                                |                                               | After en enfer, Rhapsodie manouche…            | After en enfer, Rhapsodie manouche…            |
| 2012  | Bastien | Jon      | Adrien    | Raphi                                          | Bébert                                         | Bébert                                        | Piercing, Quand tu reviendras…                 | Piercing, Quand tu reviendras…                 |
| 2013  | Bastien | Jon      | Adrien    | Raphi                                          | Bébert                                         | Bébert                                        | Approchez-vous                                 | Approchez-vous                                 |
| 2014  | Bastien | Jon      | Adrien    | Raphi                                          |                                                | Yo                                            | Accordéon                                      |                                                |
| 2015  | Bastien | Jon      | Adrien    | Raphi                                          | Bébert                                         | Bébert                                        | Alexis                                         | Zen Arsène, Wulvérine                          |
| 2016  | Bastien | Jon      | Adrien    | Raphi                                          | Bébert                                         | Bébert                                        | Alexis                                         | Edgar le flicard                               |
| 2017  | Bastien | Jon      | Adrien    | Raphi                                          | Bébert                                         | Bébert                                        | Alexis                                         | Rock’n’drôles                                  |
| 2018  | Bastien | Jon      | Adrien    | Raphi                                          | Christophe                                     | Christophe                                    | Alexis                                         | Fais-moi plaisir                               |
| 2019  | Bastien | Jon      | Adrien    | Raphi                                          | Christophe                                     | Christophe                                    | Mes gonzesses, Maintenant il y a qui ?         | Mes gonzesses, Maintenant il y a qui ?         |
| 2020  | Bastien | Jon      | Adrien    | Raphi                                          | Christophe                                     | Christophe                                    |                                                |                                                |
| 2021  | Bastien | Jon      | Adrien    | Raphi                                          | Christophe                                     | Christophe                                    |                                                |                                                |
| 2022  | Bastien | Jon      | Adrien    | Raphi                                          | Christophe                                     | Christophe                                    |                                                |                                                |
| 2023  | Bastien | Jon      |           | Raphi                                          | Christophe                                     | Christophe                                    |                                                |                                                |
| 2024  | Bastien | Jon      | Bébert    | Raphi                                          | Christophe                                     | Christophe                                    |                                                |                                                |

## Passages radios
Limeur TEutche a participé à des émissions (interview, passage en live...) de radios locales, en particulier sur Aunis FM (Marans), Hélène FM (Surgères), Radio Pons et France Bleu La Rochelle.

## Vervantesk Rock Show
Depuis 2004, le groupe coorganise chaque mois de mars avec l'amicale des jeunes de Vervant et le Block House Music de Saint-Jean-d'Angély le Vervantesk Rock Show qui offre aux groupes débutants locaux la possibilité de partager la scène avec des groupes plus expérimentés,.